# Helmen Kütt
Helmen Kütt (ur. 28 lipca 1961 w Viljandi) – estońska polityk i samorządowiec, działaczka Partii Socjaldemokratycznej, posłanka do Riigikogu, minister w latach 2014–2015.

## Życiorys
Uzyskała licencjat i magisterium z zakresu polityki społecznej na Uniwersytecie Tallińskim. Do 1992 pracowała m.in. jako maszynistka w administracji lokalnej i w przedsiębiorstwie przemysłowym. Następnie do 1993 była sekretarzem Estońskiego Czerwonego Krzyża, po czym do 2011 pozostawała zatrudniona w administracji miejscowości Viljandi. Była asystentem społecznym, zastępczynią burmistrza i przewodniczącą estońskiej krajowej rady ubezpieczeń społecznych.
W 2011 z ramienia Partii Socjaldemokratycznej została wybrana na posłankę XII kadencji. W powołanym 26 marca 2014 rządzie Taaviego Rõivasa objęła urząd ministra opieki społecznej.
W 2015 uzyskała reelekcję na kolejną kadencję parlamentu, nie została natomiast nominowana do nowego gabinetu, kończąc urzędowanie w kwietniu tegoż roku. W 2019 i 2023 ponownie wybierana do Riigikogu.

## Odznaczenia
- Medal Rady Bałtyckiej – 2021[7]